# Джеймс Мактіг
Джеймс Мактіг (англ. James McTeigue) — австралійський кінорежисер, відомий своїми роботами в жанрах трилера та бойовика.

## Біографія
Народився 29 грудня 1967 року в місті Таурнга, Нова Зеландія. Згодом його родина переїхала до Сіднея, Австралія, де він виріс і здобув освіту. Навчався в середній школі Кромера, а пізніше завершив вивчення кінематографії в Університеті Чарльза Стерта в місті Вагга-Вагга. кар'єру в кіноіндустрії Мактіг розпочав наприкінці 1980-х років як асистент режисера та виробничий помічник у ряді австралійських фільмів. У 1991 році він працював асистентом режисера Кеті Мюллер у фільмі «Дівчина, яка запізнилася». У 1994 році брав участь у створенні фільмів «Втеча неможлива», «Провінційний роман» та «Вуличний боєць». Мактіг також працював асистентом режисера у відомих фільмах, таких як трилогія «Матриця» (1999–2003).  

## Кар'єра
Мактіг розпочав свою кар'єру як помічник режисера у відомих фільмах, таких як:
•	«Втеча неможлива» (1994)
•	«Матриця» (1999)
•	«Матриця: Перезавантаження» (2003)
•	«Матриця: Революція» (2003)
•	«Зоряні війни. Епізод II: Атака клонів» (2002)
Його режисерський дебют відбувся у 2006 році з фільмом «V означає вендетта», який отримав схвальні відгуки критиків та глядачів. 

## Фільмографія
•	«V означає вендета» (2006) — режисер
•	«Ніндзя-вбивця» (2009) — режисер
•	«Ворон» (2012) — режисер
•	«Вціліла» (2015) — режисер
•	«Восьме чуття» (2015–2018) — режисер
Джеймс Мактіг продовжує активно працювати в кіноіндустрії, беручи участь у створенні як фільмів, так і серіалів.